# Cyphophthalmus conocephalus
Espèce
Cyphophthalmus conocephalus est une espèce d'opilions cyphophthalmes de la famille des Sironidae.

## Distribution
Cette espèce est endémique de Bosnie-Herzégovine. Elle se rencontre à Bijeljani dans la grotte Vizbaba.

## Description
Le mâle holotype mesure 1,60 mm.

## Publication originale
- Karaman, 2009 : « The taxonomical status and diversity of Balkan sironids (Opiliones, Cyphophthalmi) with descriptions of twelve new species. » Zoological Journal of the Linnean Society, vol. 156, no 2, p. 260–318.